# Друдли

Приклад друдла. Можливі підписи: «Чотири слони обмацують апельсин» або «Тупикова позиція в більярді».

Друдл (англ. droodles) — візуальні загадки, винайдені  Роджером Прайсом  і видані в його книзі 1953 року "Друдл". В даний час цим словом можуть називати будь-які подібні візуальні загадки.

## Опис
Найчастіше друдл — це мінімалістична картинка в квадратній рамці, на якій намальовані абстрактні геометричні фігури, і один або декілька підписів з гумористичним поясненням зображеного. Наприклад, друдл з трьома вкладеними фігурами — маленьке коло, середнє коло, великий квадрат — може бути підписаний як «Вид з повітря на  ковбоя в туалеті».

## Історія
Англійське слово «droodle» складено комбінацією слів «doodle» (каракулі), «drawing» (малюнок) і «riddle» (загадка). Однак ідея друдлів — загадка, виражена у візуальній формі — має більш старе коріння, наприклад, її можна виявити у малюнках (indovinelli grafici) італійського художника Агостіно Карраччі (1557—1602), також це слово широко використовується поза межами робіт Прайса.
Під час свого розквіту в 1950-х — 60-х роках друдли з'являлися там же, де і інші види розважальної гумористичної або абсурдистської графіки: ( газети, колекційні видання в м'якій обкладинці,  стіни ванної кімнати). Комерційний успіх колекційного видання Прайса « Droodles»  привів до утворення видавництва  Price Stern Sloan. На телебаченні транслювався кілька шоу, присвячених друдлам: «Droodles» на каналі NBC в 1954 році та каналі HBO  Braingames гра під назвою «Mysteriosos». Друдли на сигаретну тематику використовувалися в газетній рекламі сигарет брендів News і Max.

## Ресурси Інтернету
- Вікісховище має мультимедійні дані за темою: Друдли
- Roger Price bio [Архівовано 12 листопада 2005 у Wayback Machine.]
- Online edition of Estonian droodles [Архівовано 7 червня 2019 у Wayback Machine.]
- A psychology of droodles [Архівовано 29 травня 2019 у Wayback Machine.]